# 興津臨時乘降場

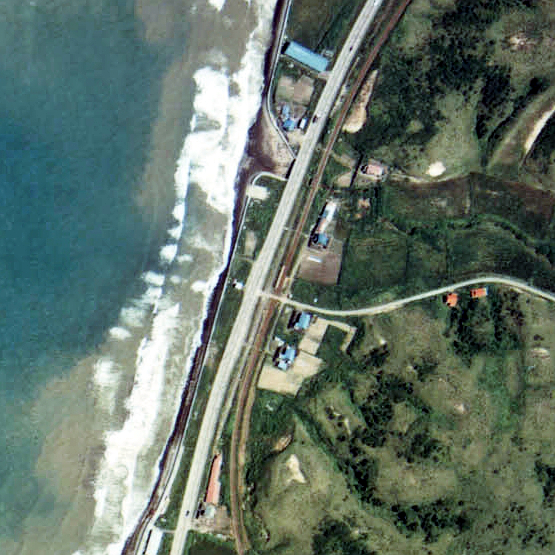
1977年的興津臨時乘降場與方圓約500米範圍。上方為羽幌方向。周邊沒有很多房屋。在堤防和國道建設前，在海邊設有一些漁民居住的民居。在現時的國道與羽幌線之間可看見舊國道。月台是混凝土製造的簡單月台，周邊看不到候車室。

興津臨時乘降場（日语：／ Keimei karijōkō-ba */?）是位於北海道苫前郡苫前町字興津，日本國有鐵道（國鐵）的羽幌線臨時乘降場（廢站）。隨著羽幌線廢線，臨時乘降場在1987年（昭和62年）3月30日廢除。

## 歷史
- 1956年（昭和31年）5月1日 - 日本國有鐵道（國鐵）天鹽線開設興津臨利乘降場（由局（日语：鉄道管理局）設定）啟用[1]。
- 1987年（昭和62年）3月30日 - 羽幌線全線廢除，此臨時乘降場也廢除[1]。

## 車站構造
截至車站廢除前，車站是一座地面車站，設有1面1線的單式月台。在廢除前為臨時乘降場，為一座無人車站。

## 站名的由來
車站名稱取自地名。地方名「興津」源自阿伊努語的「オコッ（o-kot）」，其意思河口、谷。

## 車站周邊
- 國道232號（日语：国道232号）（天賣國道/日本海奧羅龍線（日语：日本海オロロンライン））

## 相鄰車站
日本國有鐵道
羽幌線
苫前－興津臨時乘降場－羽幌

## 注腳
1. 1 2  太田幸夫.  1. 札幌市: 富士コンテム. 2004-02-29: 176. ISBN 4-89391-549-5 （日语）.
2. ↑  本多 貢. 児玉 芳明 , 编. . 札幌市: 北海道新聞社. 1995-01-25: 32. ISBN 4893637606. OCLC 40491505 （日语）.

## 外部連結
- 羽幌線廢線跡調査 （页面存档备份，存于）（日語）